# Hongaarse Gouden Bal
De Hongaarse Gouden Bal of Hongaars Voetballer van het Jaar is een prijs die elk voetbalseizoen wordt uitgereikt aan de beste Hongaarse voetballer. De winnaar wordt gekozen door de Hongaarse journalisten. De Gouden Bal wordt gebruikelijk op 6 december uitgereikt.
De trofee wordt sinds 1998 uitgereikt. Sindsdien won nog nooit een speler uit de Hongaarse competitie tot 2015, toen recordhouder Gábor Király de gouden bal won. Hij won de vier eerste edities van de Gouden Bal en dus de meest recente in 2015. Roland Juhász won de trofee twee keer als speler van RSC Anderlecht, Balázs Dzsudzsák één keer als speler van PSV.

## Winnaars
| Jaar | Winnaar           | Club                 |
| ---- | ----------------- | -------------------- |
| 1998 | Gábor Király      | Hertha BSC           |
| 1999 | Gábor Király      | Hertha BSC           |
| 2000 | Gábor Király      | Hertha BSC           |
| 2001 | Gábor Király      | Hertha BSC           |
| 2002 | Krisztián Lisztes | Werder Bremen        |
| 2003 | Imre Szabics      | VfB Stuttgart        |
| 2004 | Zoltán Gera       | West Bromwich Albion |
| 2005 | Zoltán Gera       | West Bromwich Albion |
| 2006 | Pál Dárdai        | Hertha BSC           |
| 2007 | Tamás Hajnal      | Karlsruher SC        |
| 2008 | Tamás Hajnal      | Borussia Dortmund    |
| 2009 | Roland Juhász     | RSC Anderlecht       |
| 2010 | Balázs Dzsudzsák  | PSV                  |
| 2011 | Roland Juhász     | RSC Anderlecht       |
| 2012 | Ádám Szalai       | 1. FSV Mainz         |
| 2013 | Szabolcs Huszti   | Hannover 96          |
| 2014 | Balázs Dzsudzsák  | Dinamo Moskou        |
| 2015 | Gábor Király      | Szombathelyi Haladás |
| 2016 | Ádám Nagy         | Bologna FC 1909      |
| 2017 | Nemanja Nikolić   | Chicago Fire         |
| 2018 | Péter Gulácsi     | RB Leipzig           |
| 2019 | Péter Gulácsi     | RB Leipzig           |

Azerbeidzjan · België (HLN · PL) · Bosnië-Herzegovina · Bulgarije · Denemarken · Duitsland · Engeland (PFA · FWA) · Estland · Finland · Frankrijk (FF · UNFP) · Georgië · Gibraltar · Griekenland · Hongarije · Ierland · Israël · Italië · Kazachstan · Kosovo · Kroatië · Letland · Liechtenstein · Litouwen · Luxemburg · Malta · Moldavië · Nederland · Noord-Macedonië · Noorwegen · Oekraïne · Oostenrijk · Polen · Portugal (CNID · PGB) · Roemenië · Rusland ("Futbol" · "Sport-Express") · Schotland (SPFA · SFWA) · Servië · Slowakije · Sovjet-Unie · Spanje (TADS · PDB · LFP) · Tsjechië (ČMFS · KSN) · Wit-Rusland · Zweden · Zwitserland